# Thomas A. Wofford
Thomas Albert Wofford (ur. 27 września 1908, zm. 25 lutego 1978) – amerykański prawnik i polityk, który przez siedem miesięcy w roku 1956 reprezentował rodzinny stan Karolina Południowa w Senacie Stanów Zjednoczonych z ramienia Partii Demokratycznej.
Urodził się w Madden Station (hrabstwo Laurens, Karolina Południowa). Uczył się w miejscowych szkołach publicznych, po czym studiował prawo na University of South Carolina (dyplom w 1928), i wydziale prawa Uniwersytetu Harvarda, który ukończył w 1931. W tym samym roku został też przyjęty do palestry.
W latach 1935–1936 asystent przy sądzie okręgowym. Następnie (1937–1944) asystent federalnego prokuratora okręgowego. Członek zarządu Winthrop College (1944–1956).
Dotychczasowy senator z Karoliny Południowej, Strom Thurmond, który wygrał przedtem wybory przedterminowe dzięki akcji jego zwolenników dopisywania go na karcie do głosowania (write-in), zgodnie ze swoją obietnicą ustąpił przed wyborami na pierwszą pełną kadencję w 1956, w których brał udział. Gubernator stanu, George Bell Timmerman Jr., mianował tymczasowym senatorem, na czas wygaśnięcia wakatu, Wofforda, aktywnego w polityce stanowej.
Wofford sam nie ubiegał się o własny wybór i służył tylko jako „zastępca” Thurmonda, który został wybrany i zasiadał w Senacie do 2003 roku. Praktykował prawo, a w latach 1966–1972 był członkiem senatu stanowego, gdzie w pewnym momencie zmienił przynależność partyjną na republikańską.
Mieszkał w Greenville, gdzie zmarł. Pochowano go w Woodlawn Memorial Park.